# Кмить, Николай Иванович
Никола́й Ива́нович Кмить (укр. Микола Іванович Кміть; род. 24 марта 1966, Бучач, Тернопольская область, УССР) — украинский предприниматель и политический деятель. С 1 сентября 2008 по 20 апреля 2010 года — председатель Львовской областной государственной администрации.

## Образование
После прохождения службы в Советской армии, в 1990 году окончил Львовский политехнический институт (специальность — «приборы точной механики», инженер-механик).

## Предпринимательская деятельность
В 1990—1992 годах — инженер-конструктор специального конструкторско-технологического отдела завода «Спецтехномаш» научно-производственного объединения «Ватра» (Тернополь).
В 1992—1996 годах стал одним из основателей и президентом тернопольской компании «Инвестцентр» (продажа украинской фарфоровой посуды и керамических изделий в Россию, поставки химического сырья). В 1995 году запустил цех по производству бутылированной минеральной воды в Моршине.
В 1996—2003 годах — директор, генеральный директор совместного украинско-немецкого предприятия «Нова» (Моршин, Львовская область). В 2003—2004 годах — председатель правления ОАО «Нова».
В 2004—2005 годах — председатель правления жилищно-строительного кооператива «Оскар-Буд» в Моршине.
В 2005—2008 годах — консультант по стратегии административного подразделения центрального офиса ЗАО «Индустриальные и дистрибутивные системы» (Киев). Основным постом Н.Кмитя была должность президента холдинга по производству и продаже минеральной воды «IDS Group», с которой объединился «Оскар». «IDS Group» производит минеральные воды под торговыми марками «Миргородская», «Моршинская», «Старый Миргород», «Аляска», «Сорочинская», а также является официальным импортером «Боржоми» на Украине. В разные периоды ему принадлежало от 40 % и меньше.
В 2006 году Николай Кмить стал победителем украинского этапа международного конкурса «Предприниматель года» (Entrepreneur Of The Year Award) в номинации «Пищевая промышленность и переработка».
По состоянию на 2014 год Николай Кмить перестал быть акционером «IDS Group». Теперь объектом его инвестиций стали солнечные электростанции на Западной Украине, также проявляется интерес к ветростанциям и гидроэнергетике. Часть инвестиций пошла на развитие сельского хозяйства за границей, для инвестиций в украинскую экономику предпринимателю требуется нормализация ситуации в стране.

## Политическая деятельность
Николай Кмить начал политическую карьеру благодаря Петру Олийныку, который был главой избирательного штаба Виктора Ющенко на выборах 2004 года, а затем возглавлял Львовскую областную администрацию и занимал руководящий пост в секретариате президента Ющенко.
28 февраля 2008 года назначен исполняющим обязанности главы Львовской областной государственной администрации. 1 сентября 2008 года президент Украины Виктор Ющенко подписал указ о назначении Николая Кмитя главой облгосадминистрации. На время назначения губернатором проживал в Моршине и был беспартийным.

## Награды
В 2008 году Николай Кмить занял № 165 в рейтинге «200 самых влиятельных украинцев» по версии журнала «Фокус».

## Семья
Жена (супруга Светлана — владелец аптеки в городе Моршин), воспитывает сына Назара и дочь Дану.